# 李天熙
李天熙（韓語：이천희，1979年2月19日—），韓國男演員。曾學過六個月的芭蕾舞，也喜愛登山及滑雪等多項體育活動。
出道之前在擔任《Esquire》、《École》、《GQ》等時尚雜誌模特的同時，還以攝影師的身份為《ELLE GIRL》雜誌掌鏡。頗具美術天份的他還擁有一款設計並以自己名字命名的「天熙運動鞋」。活力多彩的風格受到了時尚男女的追捧，還不時回到伸展臺上走秀。於畢業後即入伍服役，在演藝圈大展拳腳。而天熙給自己定下的目標是「希望在35歲以後可以重返校園，多學一點美學藝術方面的專業」。
2011年3月11日，與同是演員的伴侶全惠璡成婚，並於4個月後的7月30日凌晨喜得一女。

## 出演作品

### 電視劇
- 2003年：MBC《Non-Stop 3》
- 2003年：MBC《Non-Stop 4》
- 2003年：SBS《跳躍的青春》（另譯：我跑）
- 2005年：MBC《最佳劇場－我的人生嚮導》
- 2005年：SBS《只有你》飾演 鄭賢成
- 2005年：MBC《秋日驟雨》飾演 金秀衡
- 2007年：KBS《漢城別曲-正》飾演 楊萬梧
- 2008年：KBS《大王世宗》飾演 蔣英實
- 2008年：SBS《On Air》（第3集客串）
- 2009年：SBS《你笑了》飾演 徐成俊
- 2010年：MBC《Gloria》飾演 夏東亞
- 2012年：SBS《拜託了，機長》飾演 姜東秀
- 2012年：MBC《第一千個男人》飾演 金應碩
- 2013年：KBS《Drama Special－像童话一样》飾演 金明济
- 2013年：tvN《戀愛操作團：大鼻子情聖》飾演 車勝表
- 2013年：SBS《主君的太陽》飾演 劉辰宇
- 2015年：KBS《記得你》飾演 姜恩赫
- 2018年：MBC《與神的約定》飾演 宋敏浩
- 2021年：JTBC《Law School》飾演 朴根泰
- 2023年：ENA《纸之月》饰演 成时勋

### 電影
- 2003年 《家有豔妻（朝鲜语：바람난 가족）》（另譯：風流家族）
- 2004年 《冰雨》（빙우，另譯：冰暴）
- 2004年 《請不要相信她》（그녀를 믿지 마세요）
- 2004年 《狼的誘惑》（늑대의 유혹）
- 2005年 《颱風太陽（朝鲜语：태풍태양）》
- 2006年 《三人三色的愛情故事》（3인3색 러브 스토리 - 사랑 즐감）
- 2006年 《度方傳說》（뚝방전설，另譯：堤壩傳說、防築傳說）
- 2008年 《美麗》（아름답다）
- 2008年 《他，遇見愛》（허밍，另譯：哼唱）飾演 俊樹
- 2009年 《十億》（십억）
- 2011年 《我的黑色超短裙（朝鲜语：마이 블랙 미니드레스）》客串
- 2012年 《芭比》（바비）
- 2012年 《南營洞1985（朝鲜语：남영동1985）》
- 2014年《偷狗的完美方法》
- 2015年《突然變異》
- 2018年《似曾相識（朝鲜语：데자뷰）》
- 2018年《鎖命危機》飾演 金成浩（特別出演）
- 2019年《涯月（朝鲜语：애월）》飾演 李哲

### MV
- Jewelry《真的喜歡你》
- Color Pink《Bule Moon》Ft. Mario（Seeya、Davichi、Black Pearl）
- VOS《年輕時》
- VOS＆金慶錄《現在是陌路人》
- 金建模《稻草人》（與朴志胤）
- Sol Flower《Love u forever》（電影《哼唱》OST）
- 2004年 g.o.d《普通的日子》
- 2007年 金佑柱《Moment》（與崔如真）
- 2008年 SeeYa《傻瓜》
- 2008年 白智榮《和愛情類似》（與李昭正）
- 2009年 K.Will《思念思念思念》（與楊恩珍）

## 主持
- 2008年 SBS《家族的誕生》固定班底
- 2008年 Mnet《KM Music Festival》年度最佳男團體獎頒獎人
- 2008年 SBS《歌謠大賞》MC
- 2012年 XTM《Adrenaline腎上腺素》（아드레날린）

## 綜藝節目
- 2005年6月19日－6月26日《X-Man》第38期
- YTN《Star》
- 《夜心萬萬》Only You特輯
- 2006年 MBC《來玩吧》宣傳度方傳說
- 2006年8月27日－9月3日《新女傑六 Girl6》第八代兩集（宣傳度方傳說）
- 2006年《Sang Sang Plus》宣傳度方傳說
- 2007年 MBC《知己知彼》
- 2008年2月26日 KBS《Sang Sang Plus》宣傳哼唱
- 2008年3月7日 MBC《來玩吧》宣傳哼唱
- 2008年3月13日 KBS《Happy Together》宣傳哼唱
- 2008年4月1日 KBS《Sang Sang Plus》SPECIAL特輯
- 2008年6月15日 SBS《家族誕生》
- 2008年10月6日－10月13日《夜心萬萬》兩天一夜VS家族的誕生
- 2009年12月8日－12月15日《強心臟》要麼是夢要麼是現實
- 2010年7月18日 SBS《Running Man》EP.02 with 具荷拉
- 2010年7月25日 SBS《Running Man》EP.03 with 具荷拉
- 2012年1月8日 SBS《Running Man》EP.76 with 朱相昱、金聖洙、池珍熙
- 2012年1月15日 SBS《Running Man》EP.77 with IU、朱相昱、金聖洙、池珍熙
- 2012年1月3日－1月10日《強心臟》
- 2012年5月3日 On Style李孝利的Social Clubber《Golden12》EP05
- 2014年6月11日－8月20日 SBS《都市的法則 紐約篇》
- 2014年12月21日 SBS《Running Man》EP.226 with 金惠子、姜惠貞
- 2015年10月18日 SBS《Running Man》EP.269 with 朴寶英、金熙元
- 2016年9月 SBS《叢林的法則》蒙古篇
- 2017年2月19日 SBS《Running Man》EP.339 with 金龍萬、金垣喜、許卿煥、KCM

## 獎項
- 2008年 SBS演藝大賞 最佳網絡人氣獎《家族的誕生》

## 外部連結
- 李天熙的Instagram帳戶
- 李天熙 （页面存档备份，存于）在Daum Cafe的頁面 
- 李天熙在EPG的頁面 